# Débit d'absorption spécifique
Pour les articles homonymes, voir DAS.

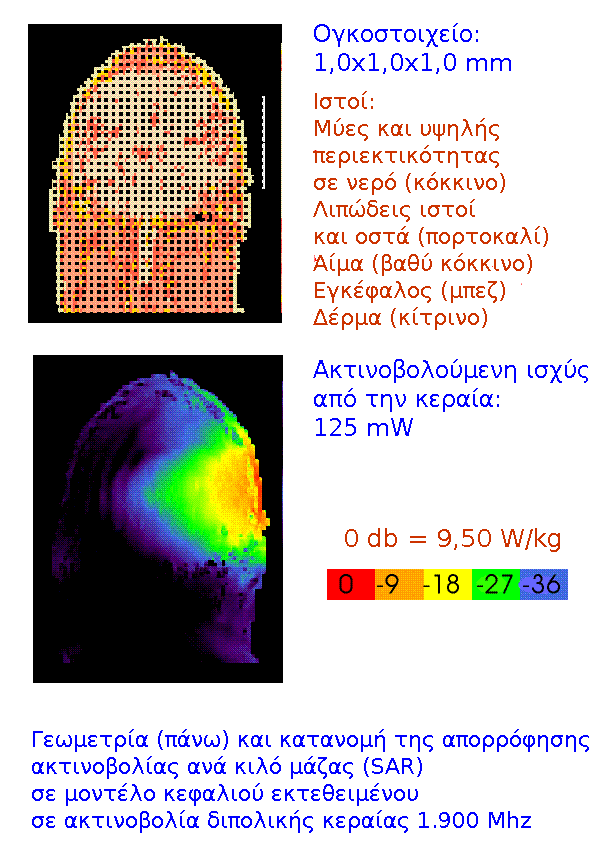
DAS (débit d'absorption spécifique) sur un modèle de tête humaine de rayonnement de 125 mW.

L'indice de débit d'absorption spécifique ou DAS (aussi connu sous sa dénomination anglaise SAR pour Specific Absorption Rate) est une mesure indiquant la puissance d'un flux d'énergie véhiculée par les ondes radiofréquences absorbée par l'usager d'un appareil radioélectrique (téléphone portable, tablettes, montre connectée par exemple), lorsque cet appareil fonctionne à pleine puissance et dans les pires conditions d'utilisation.
Dans le Système international, l'unité de mesure du DAS est le watt par kilogramme (W/kg), équivalent au m2/s3.
L'absorption de champs électromagnétiques entraîne une élévation de température des tissus dans le corps (effet thermique).
Aux États-Unis, la commission fédérale des communications (FCC) exige que les téléphones commercialisés aient un niveau de DAS « tête » et « tronc » inférieur à 1,6 W/kg pour 1 gramme de tissu.
Au sein de l'Union européenne, la limite de DAS pour la « tête » et le « tronc » est de 2 W/kg, pour les « membres » de 4 W/kg, pour 10 grammes de tissu durant une exposition de 6 minutes. Pour l'exposition de l'intégralité du corps humain, le seuil du DAS corps entier est de 0,08 W/kg.
Généralement connu du grand public pour les téléphones portables, l'affichage du DAS s'impose également, depuis 2020, aux ordinateurs.

## Les mesures

### Formule du DAS
Le débit d'absorption spécifique DAS se calcule à partir des grandeurs physiques suivantes :
- le champ électrique {\displaystyle {\vec {E}}} dans les tissus : {\displaystyle \mathrm {DAS} ={\frac {\sigma E^{2}}{2\rho }}},
- la densité de courant J dans les tissus : {\displaystyle \mathrm {DAS} ={\frac {J^{2}}{\rho \sigma }}},
- l'élévation de température dT/dt dans les tissus : {\displaystyle \mathrm {DAS} =c_{i}{\frac {\mathrm {d} T}{\mathrm {d} t}}}

| E                       | J                                                                                   | ρ                              | σ                                    | ci                                      | dT/dt                                                            |
| ----------------------- | ----------------------------------------------------------------------------------- | ------------------------------ | ------------------------------------ | --------------------------------------- | ---------------------------------------------------------------- |
| champ électrique en V/m | densité de courant [A/m²], obtenue à partir des champs magnétique et/ou électrique. | masse volumique du tissu kg/m³ | conductivité électrique du tissu S/m | capacité thermique du tissu en J/(kg⋅K) | dérivée de la température des tissus par rapport au temps en K/s |

### Organismes chargés des mesures du DAS

#### Aux États-Unis
Aux États-Unis, l'organisme officiel chargé de valider les mesures du DAS (entre autres) est la FCC (Commission fédérale des communications).

#### En France
En France l'organisme officiel chargé de ces contrôles est l'ANFR (Agence Nationale des fréquences). L'Agence publie ses résultats en libre accès sur sa propre plateforme (en open data) de partage des données. Les mesures sont effectués selon un cahier des charges spécifique suivant la règlementation européenne.

### Différences de valeurs selon la norme DAS utilisée (ÉU / UE)
Il existe des différences de valeurs de niveau d'exposition, pour un même modèle de téléphone, selon la méthode de mesure utilisée (norme européenne ou norme américaine). Ces différences de normes peuvent dans certains cas amener à des résultats qui paraissent incohérents. De plus les tests effectués généralement sur des mannequins humanoïdes peuvent avoir des résultats qui diffèrent des mesures faites lors de l'usage en conditions réelles. 

## Nouvelles obligations règlementaires à compter du 1er juillet 2020
Le gouvernement français fait évoluer la réglementation en matière d’exposition aux ondes électromagnétiques des équipements qui contiennent un ou plusieurs émetteurs d’ondes électromagnétiques (Bluetooth, wifi, 3G/4G/5G, réseaux bas-débits type Sigfox ou Lora) par l'Arrêté du 15 novembre 2019 relatif à l’affichage du débit d’absorption spécifique des équipements radioélectriques et à l’information des consommateurs.

## La règlementation en France (loi «Abeille»)

### Avant la loi Abeille
Jusqu’au 1er juillet 2020, seuls les « terminaux radioélectriques » (c’est-à-dire essentiellement les téléphones mobiles et certains téléphones DECT) sont concernés par la réglementation française relative à l’exposition aux ondes électromagnétiques. Leurs fabricants sont soumis à des obligations de mesure du DAS et, depuis 2010, ils doivent en publier la valeur dans les publicités et les lieux de vente. Ces dispositions s’ajoutent à celles qui s’imposent en Europe, au titre notamment de la Directive RED.

### La loi Abeille
Sous l’impulsion de la Députée Laurence Abeille, le législateur a décidé, en 2015, d’étendre ces obligations à un plus grand nombre de produits émettant des ondes électromagnétiques [Lesquels ?] et susceptibles d’être utilisés à proximité du corps humain.
Ainsi, à partir du 1er juillet 2020, des obligations nouvelles résultant de cette loi s’appliquent aux fabricants, importateurs et distributeurs à tous les produits sans fil et connectés. Ceux-ci ont l’obligation de publier les valeurs de DAS pour les produits et équipements qui contiennent un ou plusieurs émetteurs d’ondes électromagnétiques dont la puissance totale dépasse 20 mW (soit 13 dBm) et seront utilisés de manière « raisonnablement prévisible » (voir explications ci-dessous) à une distance inférieure à 20 cm du corps humain. Ces valeurs doivent apparaitre dans les notices, sur les packagings, publicités, sites internet et lieux de vente notamment.

### Surveillance du marché
Le contrôle par les États Membres du respect de ces exigences réglementaires s’effectue a posteriori, après la mise sur le marché de l’équipement.
En France, l’Agence nationale des fréquences (ANFR) est chargée des vérifications relatives aux radiofréquences. Elle prélève, de manière inopinée, des produits mis en vente, fait réaliser des tests en laboratoire et rend publics les résultats. Les produits non conformes sont immédiatement retirés du marché et des amendes peuvent être infligées. Entre 2018 et 2019, 5 téléphones mobiles ont ainsi été interdits de mise sur le marché en France. 
La Direction générale de la Concurrence, de la Consommation et de la Répression des fraudes (DGCCRF) peut également effectuer des contrôles inopinés pour vérifier le respect, par le fabricant ou le metteur sur le marché, de l’ensemble des obligations réglementaires en vigueur.

## Réglementation de l'Union européenne
« Le débit d'absorption spécifique (DAS) de l'énergie moyenné sur l'ensemble du corps ou sur une partie quelconque du corps est défini comme le débit avec lequel l'énergie est absorbée par unité de masse du tissu du corps et elle est exprimée en watts par kilogramme (W/kg). Le DAS "corps entier" est une mesure largement acceptée pour établir le rapport entre les effets thermiques et l'exposition aux radiofréquences. À côté du DAS moyenné sur le corps entier, des valeurs de DAS local sont nécessaires pour évaluer et limiter un dépôt excessif d'énergie dans des petites parties du corps résultant de conditions d'exposition spéciales. »

— 1999/519/CE: Recommandation du Conseil, du 12 juillet 1999, relative à la limitation de l'exposition du public aux champs électromagnétiques (de 0 Hz à 300 GHz)
En 2004, des valeurs limites d'exposition sont définies dans la directive 2004/40/CE du Parlement européen et du Conseil du 29 avril 2004 concernant les prescriptions minimales de sécurité et de santé relatives à l'exposition des travailleurs aux risques dus aux agents physiques.

« Il est actuellement opportun d'introduire des mesures protégeant les travailleurs des risques liés aux champs électromagnétiques en raison de leurs incidences sur la santé et la sécurité des travailleurs. Toutefois, la présente directive ne traite pas des effets à long terme, y compris les effets cancérigènes qui pourraient se produire en raison d'une exposition à des champs électriques, magnétiques et électromagnétiques variant dans le temps, à propos desquels il n'existe pas de données scientifiques probantes qui permettent d'établir un lien de causalité. »

— directive 2004/40/CE
| VLE relative aux effets sur la santé | Valeurs moyennes de DAS mesurées sur un intervalle de 6 minutes |
| --- | --------------------------------------------------------------- |
| VLE liée à l’échauffement de l’ensemble du corps exprimée en moyenne DAS du corps | 0,4 Wkg–1                                                       |
| VLE liée à l’échauffement localisé de la tête et du tronc, exprimée sous la forme de DAS localisé du corps | 10 Wkg–1                                                        |
| VLE liée à l’échauffement localisé des membres, exprimée sous la forme de DAS localisé des membres | 20 Wkg–1                                                        |
| Source : Directive 2013/35/UE du Parlement européen et du Conseil du 26 juin 2013 concernant les prescriptions minimales de sécurité et de santé relatives à l’exposition des travailleurs aux risques dus aux agents physiques (champs électromagnétiques). |                                                                 |